# تاکاموکو نو کورومارو
تاکاموکو نو کورومارو (به ژاپنی: 高向 玄理 Takamuko no Kuromaro); ۱ ژانویهٔ ۰۵۵۰ – ۱ ژانویهٔ ۰۶۵۴) محقق و دیپلمات در دوره آسوکا اهل ژاپن بود.
تاکاموکو نو کورومارو به عنوان «کنزوی‌شی» (نماینده امپراتریس سویکو) در سال ۶۰۸ با اونو نو ایموکو به چین سفر کرد. وی سی و دو سال در چین ماند. پس از بازگشت در سال ۶۴۰، عنوان «محقق ملی» به او اعطا شد (国 博士، "محقق ملی"). تاکاموکو نو کورومارو در نوشتن اصلاحات تایکا در سال ۶۴۵ کمک کرد. او دوباره به عنوان سفیر به چین فرستاده شد («کنتوشی» هیئت‌های اعزامی ژاپنی به تانگ چین. تاکاموکو در بدو ورود به چانگ‌آن در سال ۶۵۴ درگذشت.